# Csatay Janka
Csatay Janka, fehéregyházi Marosfy Csatai Johanna Gizella (Budapest, 1884. szeptember 27. – Budapest, 1971. április 17.) magyar színésznő.

## Életútja
Hegyi Aranka színésziskoláját látogatta, majd 1901-ben a Tarka Színpadon játszott először. 1903. november 21-én fellépett a Király Színházban, az Aranyvirágban Ellen szerepében. 1905. november havában a Népszínház, 1916-ban a Vígszínház tagja volt. 1918. szeptember 25-én fellépett az Apolló Kabaréban, Liptai Imre A hadiparaszt című szatirikus komédia női főszerepében. 1918-ban a Városi Színházban játszott. 1921. április havától a Renaissance Színház, 1923-tól a Royal Orfeum tagja volt. 1929-ben a Belvárosi Színházban, 1943-ban az Új Magyar Színházban láthatta a közönség. Az 1930-as években külföldön élt.
A Farkasréti temetőben helyezték örök nyugalomra.

## Családja
Fehéregyházi Marosfy Sándor kereskedő és Csatai (Korizmics) Zsófia színésznő leányaként született, a budapest-erzsébetvárosi római katolikus plébánián keresztelték meg 1884. október 12-én. 

## Fontosabb szerepei
- Irén (Góth S.–Pásztor Á.: Vengerkák)
- Primadonna (Bíró L.: Sárga liliom)
- Boszorkány (Kacsoh P.: János vitéz)
- Tverskoj grófnő (Karenina Anna)
- Tobák Janka (Az őrgróf)
- Boszorkány (János vitéz)
- Izabella (Kis kávéház)
- Carmen (Az ezredes)
- Minna (Burnett: A kis lord)
- Primadonna (Sárga liliom)
- Etel (Heltai J.: A tündérlaki lányok)
- Ludmilla (Verő: Leányka)
- Denise (Gavault-Ordonneau: Kisvárosi botrány)